# Joseph C. McKibbin
Joseph Chambers McKibbin, född 14 maj 1824 i Chambersburg i Pennsylvania, död 1 juli 1896 i Charles County i Maryland, var en amerikansk demokratisk politiker. Han var ledamot av USA:s representanthus 1857–1859.
McKibbin studerade 1840–1842 vid College of New Jersey och flyttade 1849 till Kalifornien. År 1857 efterträdde han James W. Denver som kongressledamot och efterträddes 1859 av John Chilton Burch. I amerikanska inbördeskriget deltog han som överste i kavalleriet i nordstatsarmén. McKibbin avled 1896 och gravsattes på Arlingtonkyrkogården.